# Architeuthis dux
Architeuthis dux é uma espécie de molusco pertencente à família Architeuthidae.
A autoridade científica da espécie é Steenstrup, tendo sido descrita no ano de 1857.
Trata-se de uma espécie presente no território português, incluindo a zona económica exclusiva.